# Cantone di Avion
Il Cantone di Avion è una divisione amministrativa dell'arrondissement di Lens e dell'arrondissement di Arras.
A seguito della riforma approvata con decreto del 24 febbraio 2014, che ha avuto attuazione dopo le elezioni dipartimentali del 2015, è passato da un comune e una frazione urbana a 4 comuni.

## Composizione
Prima della riforma del 2014 comprendeva parte della città di Méricourt e il comune di Avion.
Dal 2015 i comuni appartenenti al cantone sono i seguenti 4:
- Acheville
- Avion
- Méricourt
- Sallaumines